# Tom & Jerry: Fast & Furry
Tom & Jerry: Fast & Furry (Tom and Jerry in The Fast and the Furry) è un film d'animazione direct-to-video del 2005 scritto e diretto da Bill Kopp. Basato sulla serie di cortometraggi animati Tom & Jerry e prodotto da Warner Bros. Animation e Turner Entertainment (con l'animazione realizzata dallo studio sudcoreano Hanho Heung-Up), il film uscì negli Stati Uniti d'America il 3 settembre 2005, venendo proiettato in anteprima in alcuni cinema nelle mattinate del fine settimana, mentre la distribuzione in home video avvenne il successivo 11 ottobre.
Il film include alcune citazioni del precedente Tom & Jerry: Rotta su Marte (2005), la più evidente delle quali è il ritorno dei personaggi di Biff Buzzard e Buzz Blister, sebbene in ruoli differenti. I due film non hanno infatti alcun legame di continuità.

## Trama
Tom il gatto e Jerry il topo, dopo aver distrutto la loro casa durante un inseguimento, vengono cacciati dalla padrona del gatto. I due animali vedono alla televisione (che è rimasta intatta) un notiziario che parla della Favolosa Super Gara, un reality show automobilistico che offre al vincitore la chiave dorata di una villa di lusso. 
Tom e Jerry decidono di partecipare allo show e, dopo aver costruito i propri veicoli personalizzati da materiali di scarto in una discarica, si recano ai Globwobbler Studios, una casa di produzione che finanzia la gara, dove il produttore J.W. fa firmare ai due protagonisti un contratto. 
I telecronisti sportivi che condurranno la gara saranno Biff Buzzard e Buzz Blister. Essi incontrano e intervistano i concorrenti che sono Steed Dirkly, la Nonnina e il suo cane Squirty, Gorthan, Mallory McDoogle detta Mamma Accompagno e il dottor Professor, il quale purtroppo viene eliminato prima della gara per colpa di Biff che fa esplodere la sua auto.
I concorrenti iniziano la corsa da Hollywood e, per vincere, devono raggiungere il traguardo in Messico. La Nonnina riesce a vincere la gara e sta sul punto di riscuotere il premio, ma Biff e Buzz si rifiutano di darle la chiave perché a causa degli ascolti che sono stati incrementati soprattutto grazie a Tom, J.W. ha deciso di prolungare la gara e di spostare il traguardo in Amazzonia. Esso viene poi spostato in Antartide, in Australia e infine in Borneo. 
Nel corso della storia, tutti i concorrenti esclusi Tom e Jerry vengono eliminati uno dopo l'altro: l'auto di Mamma Accompagno finisce nelle sabbie mobili; la vettura di Steed Dirkly affonda dopo essere stata colpita da un fulmine; Gorthan si incolla la lingua a un palo congelato; la Nonnina e il suo cane Squirty muoiono sfracellandosi per colpa di Tom.
Arrivati in Borneo, il gatto e il topo devono tornare a Hollywood in jet in soli cinque minuti, poiché la gara sta ormai durando troppo. Tom e Jerry tagliano però il traguardo nello stesso momento, terminando la gara in parità. J.W. spiega ai protagonisti che secondo il contratto la gara dovrà essere ripetuta. I due, infuriati, lo aggrediscono pesantemente e si prendono la chiave della villa con la forza. Il produttore, arrabbiato e disorientato, decide che Hollywood dovrà investire nell'intrattenimento per famiglie, così il presidente di Hollywood appare e lo disintegra, promuovendo il sottoposto Irving a capo dei Globwobbler Studios. 
Tom e Jerry condividono invece la villa, finché non arriva la padrona del gatto e ne prende possesso, ordinandogli di catturare il topo. I due ricominciano così a mettere a soqquadro la casa.

## Doppiaggio
| Personaggio      | Doppiatore originale | Doppiatore italiano |
| ---------------- | -------------------- | ------------------- |
| Nonnina          | Charlie Adler        | Daniela Debolini    |
| Steed Dirkly     | Jeff Bennett         | Davide Marzi        |
| J.W. Globwobbler | John DiMaggio        | Toni Orlandi        |
| Buzz Blister     | Jess Harnell         | Vladimiro Conti     |
| Gorthan          | Tom Kenny            | Nino D'Agata        |
| Tom              | Bill Kopp            |                     |
| Mamma Accompagno | Tress MacNeille      | Alessandra Korompay |
| Irving           | Rob Paulsen          | Sergio Luzi         |
| Biff Buzzard     | Billy West           | Pierluigi Astore    |

## Edizioni home video
Il film uscì in America del Nord in VHS e DVD-Video l'11 ottobre 2005, mentre in Italia solo in DVD il 19 gennaio 2006. Queste edizioni home video presentano il film in 4:3, e il DVD include come extra un dietro le quinte sugli effetti sonori. Quest'ultimo fu inserito anche nell'edizione Blu-ray Disc, uscita in America del Nord il 5 aprile 2011.